# Peter Wolf (Politiker, 1923)
Peter Wolf (* 28. April 1923 in Remscheid; † 25. September 2000 ebenda) war Oberbürgermeister der Stadt Remscheid und Unternehmer.

## Leben
Peter Wolf studierte zu Beginn der 1950er-Jahre Maschinenbau an der Ingenieurschule Wuppertal. Anschließend war er Miteigentümer der Firma Wolf und Bangert in Remscheid, die Werkzeuge für die Verarbeitung von Zuckerrohr herstellte. Er gehörte dem Aufsichtsrat der Remscheider Stadtwerke an. Wolf war verheiratet und hatte zwei Töchter.

## Politik
Peter Wolf gehörte seit 1961 für die CDU dem Rat der Stadt Remscheid an und wurde im Jahr 1964 als Ratsmitglied bestätigt. Vom 8. Mai 1963 bis zum 19. Oktober 1964 übernahm er als Nachfolger von Gerd Ludwig Lemmer das Amt des Oberbürgermeisters der Stadt Remscheid. 

## Ehrungen
Am 5. Juni 1973 erhielt Wolf die Bürgermedaille der Stadt Remscheid, am 31. Januar 1974 das Bundesverdienstkreuz am Bande. Das Bundesverdienstkreuz erster Klasse wurde ihm am 28. Oktober 1986 verliehen. Die Stadt Remscheid verlieh ihm am 19. Juni 2000 die Ehrenbürgerwürde. 